# 堀河護麿
堀河 護麿（ほりかわ もりまろ、1873年（明治6年）8月13日 - 1926年（大正15年）8月24日）は、明治から大正期の政治家、華族。貴族院子爵議員。位階は正三位勲三等。

## 経歴
侍従・堀河康隆の五男として生まれる。父の死去に伴い、1896年（明治29年）1月20日、子爵を襲爵した。
1902年（明治35年）7月25日、貴族院子爵議員補欠選挙に当選し、研究会に所属して活動し、1925年（大正14年）7月9日まで4期在任した。その他、南島拓殖製糖会社取締役を務めた。
1926年8月24日薨去。墓所は青山霊園1-ロ-8-20。2019年現在、墓所は無縁の状態となっている。

## 親族
住所：東京府北多摩郡狛江村和泉二〇七五。
- 母 千種文子（千種有文二女）[1]
- 妻 堀河恒子（池田茂政四女）[1]
- 長男 堀河康文（子爵、戦死）[1]
- 兄 南岩倉具威（貴族院男爵議員）[1]
- 弟 花山院親家（貴族院侯爵議員）[1]